# فرودگاه تگزاس، شهرستان کلدول
فرودگاه تگزاس، شهرستان کلدول (به انگلیسی: Caldwell Municipal Airport (Texas)) یک فرودگاه همگانی بهره‌برداری هوایی است که یک باند فرود آسفالت دارد و طول باند آن ۹۹۱ متر است. این فرودگاه در شهر کالدول، تگزاس کشور ایالات متحده آمریکا قرار دارد و در ارتفاع ۱۱۹ متری از سطح دریا واقع شده‌است.